# Vizigót Királyság

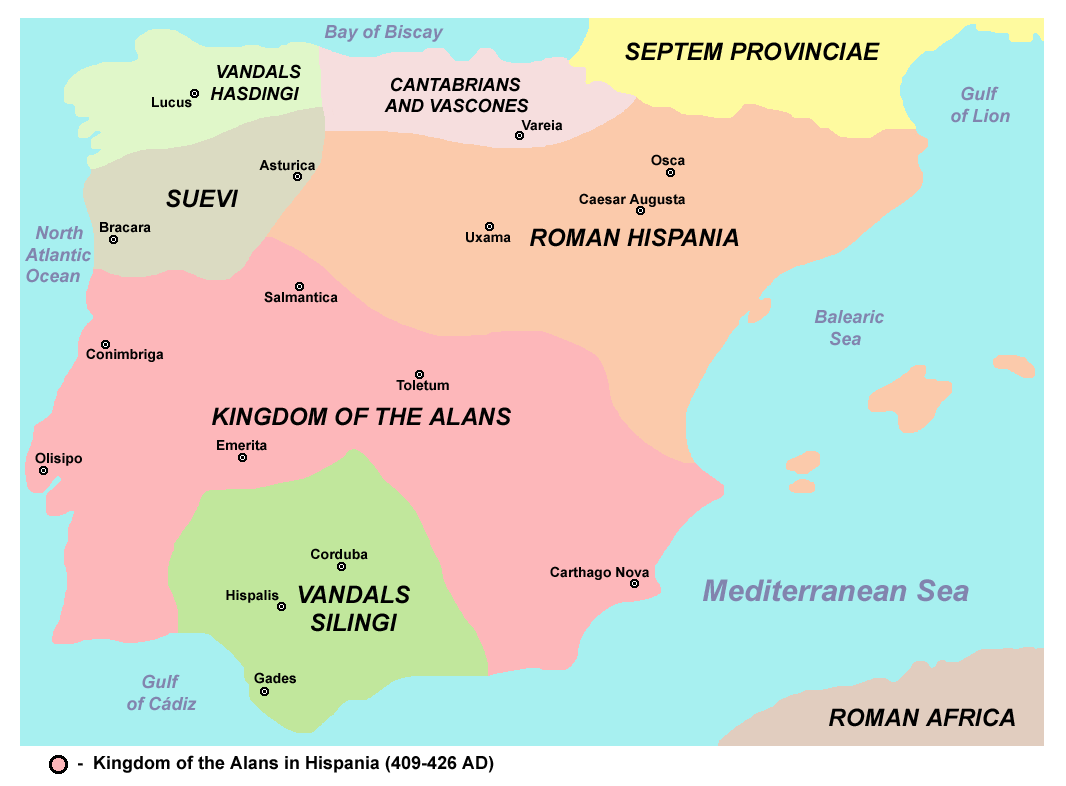
Az Alán Királyság (409–426)

Hispánia 476-ban

Frank és gót hadjáratok Akvitániában 507–509

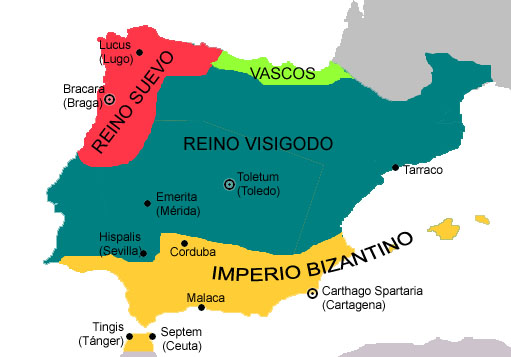
Hispánia 555–565 között

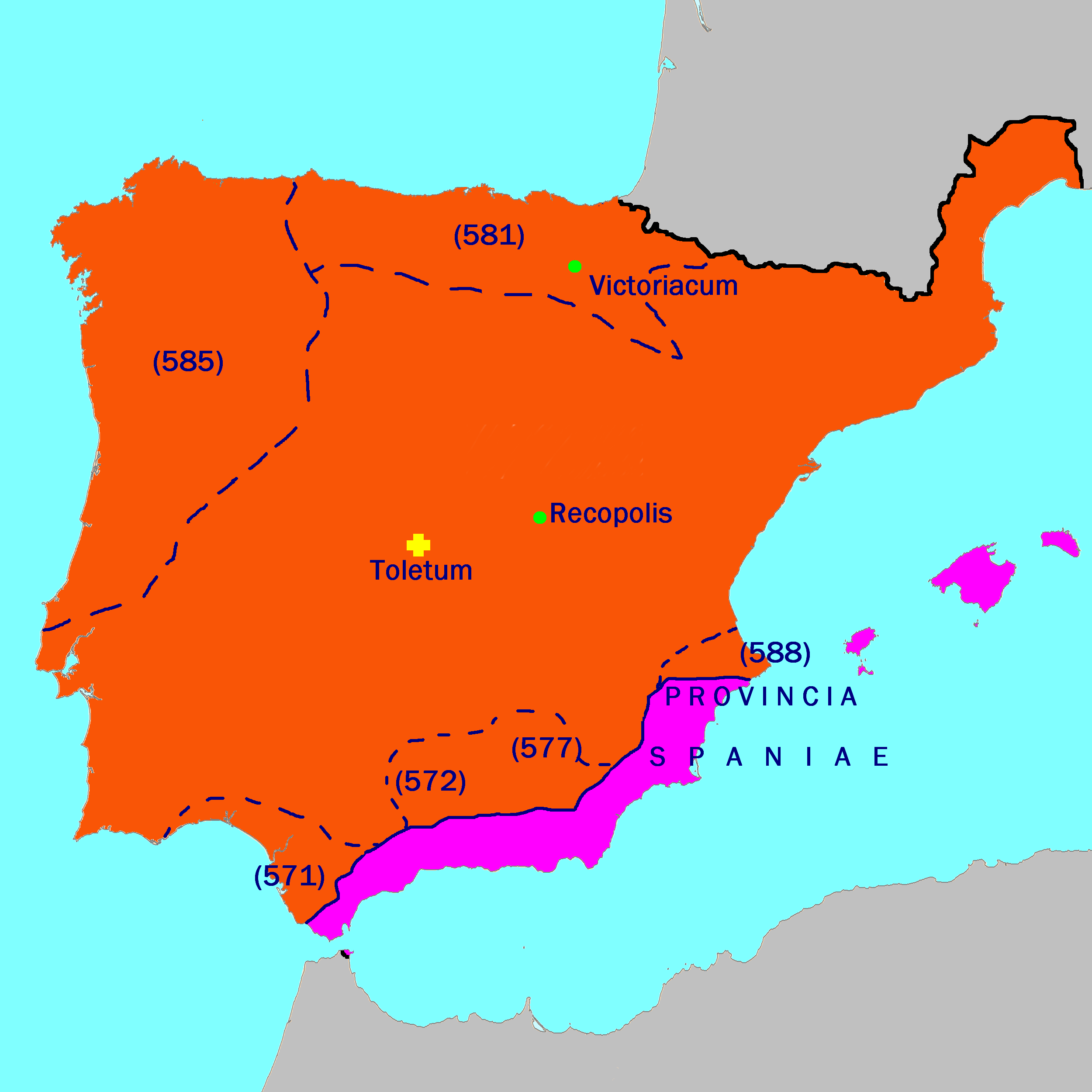
Az északnyugati és a délkeleti területek meghódítása 570 után

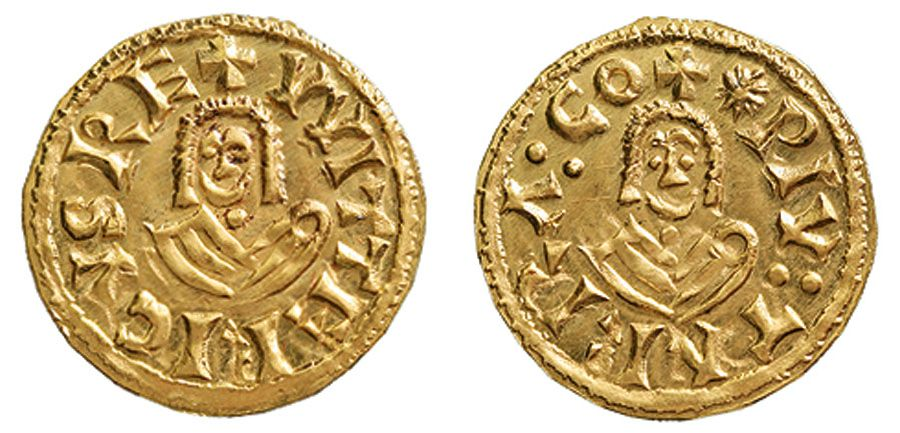
Witterich nyugati gót király uralkodása (603-610) alatt vert pénzérmék

A Vizigót Királyság, más néven Nyugati gót Királyság (latinul: Regnum Visigothorum, gótul: Gutþiuda Þiudinassus) egy kora középkori államalakulat volt, mely az Ibériai-félsziget teljes területét és 507-ig a jelenlegi Franciaország déli területeit foglalta magába. A királyság magterülete az 5. század első felében Aquitania volt (a jelenlegi Délnyugat-Franciaországban), ahol Wallia király vezetésével 418-ban a nyugati gótok egy államalakulatot hoztak létre az addig Nyugat-Római Birodalomhoz tartozó területen. Dél felé terjeszkedve rövidesen elfoglalta az Ibériai-félsziget nagy részét, miközben 507-ben éppen a korábbi központi területről szorították ki az előretörő frankok. Bár I. Iusztinianosz bizánci császár megkísérelte a Nyugat-római Birodalom területét visszafoglalni, a nyugati gótok országát nem sikerült leigáznia, és az még másfél évszázadig uralta az Ibériai-félszigetet. Ebben az időszakban sajátos kultúrája bontakozott ki. 654-ben bocsátották ki a Liber ludiciorum törvénykönyvet, amely évszázadokig a spanyol államalakulatok jogrendszerének alapja lett.

## Története

Az arabok által birtokolt terület 711 végén a Jerez de la Frontera-i csatamezővel

Az arabok által birtokolt terület 712 végén

Az arabok által birtokolt terület 713 végén

Az arabok által birtokolt terület 714 végén

Az arabok által birtokolt terület 716 végén

Az arabok által birtokolt terület 719 végén

Az arabok által birtokolt terület 724 végén a covadongai csatamezővel

Az 5. század első felében elérhető közelségbe került a Nyugatrómai Birodalom teljes bukása. 407-ben a germán vandálok és szvévek áttörték a Rajna vonalát és végiggázoltak az Ibériai-félszigeten, sőt az utóbbiak meg is telepedtek ott, míg az előbbiek tovább nyomultak Észak-Afrikába. A nyomukban érkező nyugati gótok (más néven vizigótok) Alarik vezetésével előbb az Appennini-félszigetet rabolták végig, 410-ben magát Rómát is kifosztva, majd Athaulf alatt Galliába nyomultak tovább, 413-ban elfoglalva Narbonne-t és Toulouse-t; a királyság fővárosát Toulouse-ban rendezték be. Hamarosan azonban már Flavius Honorius római császár szövetségében vettek részt a vandálok és szvévek elleni harcokban. Honorius jutalmul átengedte a gótoknak szállásterületként a Garonne folyó mentén elterülő földeket. 418-ban I. Theodorik gót király azonban újabb hódításokba kezdett. Átkelt a Pireneusokon, majd a rómaiak uralta területeken, és 418-ban megdöntötte az alán királyságot. Ezután mind több vizigót települt be az Ibériai-félsziget középső részére, de a területet még bő fél évszázadon át nem csatolták királyságukhoz. A rómaiaktól elfoglalta Arles-t, de 438-ban vereséget szenvedett a Flavius Aëtius vezette római csapatoktól. 451-ben, mikor a hunok lerohanták Galliát, Theuderich már ismét a rómaiak szövetségében harcolt és esett el a catalaunumi csatában.
A 450-es évek közepén a gót csapatok Avitus római császár szövetségében betörtek az Ibériai-félszigetre és 456-ban Astorga mellett súlyos vereséget mértek a szvévekre, majd különösen kegyetlenül, a lakosság jelentős részét lemészárolva kifosztották a szvév fővárost, Bragát is. Még a templomokat is feldúlták, bár ekkorra többségük már áttért a keresztény hitre. A sikeres hadjáratért jutalmul Libius Severus római császár átengedte a gótoknak Narbonne városát. A Narobonne-ban állomásozó római légiók részéről a döntés ellen tiltakozva fellázadtak, de a felkelést 465-re elfojtották a Severus vezette római és a II. Theuderich vezette gót csapatok.
466-ban (bátyja meggyilkolása után) Eurich király került hatalomra, akinek vezetésével a gótok hódításba kezdtek Galliában és konszolidálták hatalmukat az Ibériai-félszigeten, ahol 469-ben elfoglalták a szvévektől Méridát. 472-ben meghódította Hispania Tarraconensis római tartományt, mely az utolsó római fennhatóság alatt álló terület volt a térségben. 476-ra a királyság határai északon már a Rhône és Loire folyók mentén húzódtak. A gót előrenyomulás sikere érdekében Eurich megnyerte magának a galliai és hispániai területek romanizált vezetőinek rokonszenvét; közülük többen hadvezérként segítették elő a hódításokat vagy kormányzóként igazgatták az elfoglalt területeket. Eurich hamarosan szövetségre lépett a Róma bukása után magát császárrá kikiáltó Iulius Nepos római hadvezérrel, aki elismerte a Loire-tól délre eső területeken a gót fennhatóságot. Cserében a gótok katonai segítséget adtak Provence megtartásához, majd Nepos halála után Eurich megszállta a tartományt. A területi hódításokkal párhuzamosan kezdetét vette a királyság konszolidációja. II. Alarich kibocsátotta az állam első törvénygyűjteményét, a Breviarium Alarici-t és megtartotta az első egyházi zsinatot Agdében.
A galliai gót hódítások természetes következménye volt, hogy az új állam konfliktusba került a régió északi részét meghódító frankokkal. 507-ben a vouillé-i csatában súlyos vereséget szenvedtek az I. Klodvig frank király vezette egyesült frank és burgund csapatoktól. 508-ban a főváros, Toulouse is frank kézre került, a gótok pedig kénytelenek voltak kiüríteni galliai területeik jelentős részét, mindössze Narbonne-t és környékét tartva meg. A fővárost Toletumba (Toledo) költöztették át.
A 6. század első felében Theudis király megpróbálkozott egy invázióval Észak-Afrikában a Vandál Királyság rovására, de vereséget szenvedett és ő maga is életét vesztette. A század második felében a Vizigót Királyságra már a Bizánci Birodalom térnyerése jelentette a legnagyobb fenyegetést, mely a vandál állam szétzúzása után a hispániai területek visszafoglalását kísérelte meg. Bár sikerült elfoglalniuk egy kisebb tengerparti sávot, 585-ben Liuvigild király ezt is visszafoglalta. Ezzel párhuzamosan a félsziget északi partvidékén 581-ben elfoglalta Baszkföldet, majd 585-ben egy belviszályt kihasználva a teljes Szvév Királyságot, így egyetlen állam fennhatósága alatt egyesítette a teljes Ibériai-félszigetet. Liuvigild - első "barbár" királyként – már városokat is alapított országában (például Vitoriát).
586-ban, királlyá választása után I. Rekkared áttért a római katolikus hitre, megtagadva korábbi ariánus vallását. Az ennek hatására kitört lázadást a méridai ariánus püspök vezette. A lázadók a frankok segítségét kérték, és ők északról rá is támadtak a gótok államára, de Rekkared csapatai visszaverték őket. A lázadást leverték és kegyetlenül megtorolták, majd Rekkared 589-ben összehívta a toledói zsinatot. Ezen ismét hitet tett a nikaiai zsinat határozatai mellett, és a keresztségben felvette a Flavius nevet, majd a római császárok örökösévé nyilvánította magát.
A 7. században állandósult a belpolitikai instabilitás, gyakorivá váltak a háborúk a Bizánci Birodalommal, a baszkokkal és Asztúriával. A megszilárdult hatalmú római katolikus egyház vált a gót királyok hatalmának tartóoszlopává (és kiszolgálójává). 654-ben Recceswinth nyugati gót király kiadta Liber ludiciorum című törvénygyűjteményét, az ősi germán jogszokás és a római jog sajátos ötvözetét.
A 7. század második felében a Vizigót Birodalom fő ellenségévé az Észak-Afrikában gyorsan előretörő arabok váltak. A trónjáról letaszított Witiza király fiai azonban éppen az arabokat hívták be, hogy legyenek segítségükre a trónbitorló Roderik ellen. A berber származású Tárik ibn-Zijád és Múszá ibn Nuszajr által vezetett arab sereg 711-ben a Guadalete folyó mellett (a mai Cádiz környékén) legyőzte Roderiket. A csatában azonban nemcsak Roderik esett el, de Witiza fiai is. Az arabok a félszigeten maradtak, és gyorsan elfoglalták egész Hispániát — Tárik 713-ban elfoglalta Toledót, 716-ra pedig már a Pireneusok térségében járt. Ezzel megszűnt a Gót Birodalom, csak a neve maradt fenn Katalónia nevében. Gibraltárt, ahol az iszlám csapatok partra szálltak, azóta Dzsebel al-Tarik-nak, azaz Tárik sziklájának hívják.
A Vizigót Királyság katonai összeomlásának fő oka az volt, hogy a Hispánia lakosságának nagy többségét adó hispanorómaiak felszabadítóként üdvözölték az arabokat, és mindenfelé szövetséget kötöttek velük a hódítók ellen (példájukat követték a gallorómaiak a Frank Birodalom déli részein). A muszlim hódítást csak Asztúriában tudta megakasztani egy keresztény sereg a covadongai csatában, a gót származású Pelayo vezetésével, aki az általa uralt területen létrehozta az Asztúriai Királyságot. Az Ibériai-félsziget túlnyomó része azonban évszázadokra muszlim fennhatóság alá került. Az Asztúriai Királyság által kezdett harc később reconquista (visszahódítás) néven vonult be a történelembe.

## Gazdaság, társadalom
A gót hódítás után Hispániában továbbra is hispanorómai maradt a lakosság elsöprő többsége (200 000 vizigót, 100 000 szvév, 3 000 000 hispanorómai), viszont az addigi, jól kiépített infrastruktúra és vele a kereskedelem, majd ennek hatására az egész gazdaság összeomlott. A városok az áruellátás megszűntével elnéptelenedtek; lakóik vidékre költöztek földet művelni. A pénzforgalmat az árucsere, a piacra termelő gazdaságokat az önellátás és vele a termelékenység drasztikus csökkenése váltotta fel. A templomokat, fórumokat, fürdőket lerombolták, hogy kitermeljék belőlük az építőköveket. A felhagyott bányák beomlottak. A kikötők feliszapolódtak, a hidak összerogytak, az utak elkátyúsodtak, a vízvezetékek ledőltek. A városiasodás csak lassan kezdődött újra, akkor is csak az olyan nagyobb központokban mint Toledo, Zaragoza, Sevilla, Tarragona, illetve Barcelona — a Római Birodalomban megvolt mértékét sosem érte el. A kisebb központokban azonban helyi hadurak erősítették meg pozícióikat, fenntartva az állandó jogi és gazdasági bizonytalanságot.
A gót hódítók egyénileg gyorsan romanizálódtak, de ennek nem volt gazdasági jelentősége. Gót mintára tömegesen alakultak faluközösségek és kisparaszti gazdaságok, de ez az állapot nem tartott sokáig. A vagyoni egyenlőtlenségek miatt kialakuló feudális társadalomban a vizigót nemesség gyorsan összeolvadt a helyben talált hispanorómai nemességgel, jobbágyaikká téve a korábbi rabszolgákat, colonusokat és a lesüllyedő gót szabad parasztokat.
A gazdaság meghatározó ága a mezőgazdaság, azon belül a külterjes állattenyésztés és az ekés földművelés volt. A fő igavonó az ökör volt; a vaspapuccsal burkolt, néha kerekes ekét egy–két, nem ritkán három-négy pár ökör húzta. A kétnyomásos rendszerről a 6–7. században tértek át a háromnyomásosra. Főleg tavaszi gabonákat vetettek, alapvetően búzát és tönkölyt. Jóval kevesebb volt az árpa, teljesen hiányzott a rozs és köles.
Sok szőlőt, gyümölcsöt és a konyhakerti zöldséget is termesztettek.